# 88e Legerkorps
Het Duitse 88e Legerkorps (Duits: Generalkommando LXXXVIII. Armeekorps) was een Duits legerkorps van de Wehrmacht tijdens de Tweede Wereldoorlog. Het korps kwam alleen in actie in Nederland. 

## Krijgsgeschiedenis

### Oprichting
Het 88e Legerkorps werd opgericht op 8 juni 1942 in Nederland uit de staf van de 240e Infanteriedivisie z.b.V.

### Inzet
Het korps fungeerde tot juli 1944 ook als „Befehlshaber der Truppen des Heeres in den Niederlanden“ en als „Stab der Küstenverteidigung“ bij de „Wehrmachtsbefehlshaber Niederlande“. Het stafkwartier van het korps was al die tijd gelegerd in Utrecht. De zuidelijke grens van het korps was de Oosterschelde. In de tweede helft van 1943 was er een soort constante in de kustverdedigingsdivisies onder bevel. Zowel op 7 juli als op 26 december 1943 waren dit de 347e en 719e Infanteriedivisies en de 16e Luftwaffen-Felddivisie. Het korps bleef kustverdediging uitvoeren, totdat de geallieerde troepen in september 1944 snel oprukten door België naar Nederland. Op 6 september werd daarom het korps onder bevel gesteld van het nieuwe 1e Parachutistenleger (1. Fallschirmarmee) en verlegde zijn zwaartepunt van de Nederlandse kust naar de grens met België in Noord-Brabant. Daar begon het korps ook de terugtrekkende Duitse troepen op te vangen en weer een stabielere frontlijn te vormen. Op 16 september 1944, de dag voor Operatie Market Garden, beschikte het korps intussen over de 84e, 85e, 89e, 353e en 719e Infanteriedivisies, Divisie nr. 176 en de 6e Parachutistendivisie (veel van deze divisies waren echter slechts restanten). De volgende dag werd het korps dus vol aangevallen door de Britse grondtroepen en moest al snel een corridor prijsgeven. Op 23 september nam het 15e Leger de westelijke kant van de corridor over en het korps kwam nu hier onder bevel. Drie dagen later was Operatie Market Garden beëindigd. 

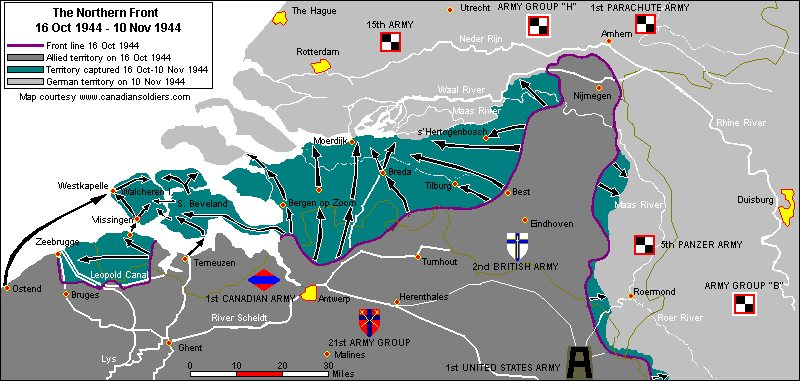
Het front in Brabant in de herfst van 1944)

Nu was het voor de geallieerden zaak de corridor te verbreden en Brabant verder te bevrijden om ook de aanvoerlijnen van en naar Antwerpen te beveiligen. Eind september vielen Britse troepen, gesteund door Polen, aan richting Tilburg. Na zware gevechten bij Alphen en Goirle namen de Polen Baarle-Nassau en Alphen in en de Britten Hilvarenbeek. Maar Tilburg was nog een stap te ver, de Duitse tegenstand bleek te hevig. Op 7 oktober werd voorlopig afgezien van verdere aanvallen. Op 20 oktober begon alsnog Operatie Pheasant, een beter voorbereide poging om Brabant te bevrijden. Na soms bittere strijd was deze operatie op 9 november met de bevrijding van Moerdijk voltooid. Het korps was nu teruggedrongen tot achter de Maas en de Waal. Op 5 november 1944 had het korps de 59e en 712e Infanteriedivisies, de 256e Volksgrenadierdivisie en 1 Regiment van de 10e SS-Pantserdivisie "Frundsberg" onder bevel. Nu kwam het front tot rust en dat bleef het totdat de Canadese troepen vanuit het oosten door Gelderland oprukten in april 1945. Onder bevel van het korps stonden op 1 maart 1945 slechts de staf van de 331e Infanteriedivisie plus de 2e Parachutistendivisie.
Het 88e Legerkorps capituleerde op 5 mei 1945 in Nederland aan Canadese troepen in het kader van de algehele capitulatie van Duitse troepen in Noordwest-Europa.

## Bovenliggende bevelslagen
| Leger                              | Legergroep     | Plaats/regio  | Begin             | Eind              |
| ---------------------------------- | -------------- | ------------- | ----------------- | ----------------- |
| direct onder bevel                 | Heeresgruppe D | Utrecht       | 8 juni 1942       | juli 1943         |
| Wehrmachtsbefehlshaber Niederlande | Heeresgruppe D | Utrecht       | juli 1943         | mei 1944          |
| Wehrmachtsbefehlshaber Niederlande | Heeresgruppe B | Utrecht       | mei 1944          | 5 september 1944  |
| 1. Fallschirmarmee                 | Heeresgruppe B | Noord-Brabant | 6 september 1944  | 23 september 1944 |
| 15. Armee                          | Heeresgruppe B | Nederland     | 23 september 1944 | 11 november 1944  |
| 15. Armee                          | Heeresgruppe H | Nederland     | 11 november 1944  | 16 december 1944  |
| 25. Armee                          | Heeresgruppe H | Nederland     | 17 december 1944  | 7 april 1945      |
| 25. Armee                          | OB Nordwest    | Nederland     | 7 april 1945      | 5 mei 1945        |

## Commandanten
| Rang                   | Naam                   | Begin            | Eind             |
| ---------------------- | ---------------------- | ---------------- | ---------------- |
| General der Infanterie | Hans Wolfgang Reinhard | 8 juni 1942      | 22 december 1944 |
| General der Infanterie | Felix Schwalbe         | 22 december 1944 | 5 mei 1945       |